# Resolució 1979 del Consell de Seguretat de les Nacions Unides
La Resolució 1979 del Consell de Seguretat de les Nacions Unides, adoptada per unanimitat el 27 d'abril de 2011 després de reafirmar totes les resolucions anteriors del Sàhara Occidental i en particular les resolucions 1754, 1783, 1813 i 1871 i 1920, el consell va ampliar el mandat de la Missió de Nacions Unides pel Referèndum al Sàhara Occidental (MINURSO) per un any fins al 30 d'abril de 2012.
La resolució no va incloure un mecanisme de seguiment dels drets humans en el mandat de la MINURSO, enmig de desacords entre diplomàtics. El Consell de Seguretat va ser criticat d'hipocresia per algunes nacions com Sud-àfrica i Nigèria, on la MINURSO seria l'única missió de pau sense un mandat de drets humans. Tanmateix, s'hi va esmentar els drets humans per primera vegada. Tant Marroc com el Front Polisario van donar la benvinguda a la resolució; el Marroc va elogiar per reconèixer l'oferta de l'autonomia del Marroc al Sàhara Occidental, mentre que el Front Polisario va assenyalar l'augment de l'ús del llenguatge dels drets humans en el text.

## Resolució

### Observacions
El Consell de Seguretat va reafirmar el seu compromís d'ajudar el Marroc i el Front Polisario a arribar a una solució duradora, mútuament acceptable, que prevegi l'autodeterminació de la població del Sàhara Occidental. En aquest sentit, cal una cooperació plena de les parts interessades i els estats veïns de la regió amb les Nacions Unides. Va notar propostes presentades al secretari general de les Nacions Unides per part d'ambdues parts i els va convidar a demostrar la seva voluntat política per resoldre el conflicte. Al mateix temps, també es van reconèixer diverses rondes de negociacions i va destacar la necessitat que ambdues parts s'adhereixin a les seves obligacions, en particular, ja que hi ha hagut un augment de les violacions dels acords previs.
El preàmbul de la resolució també va destacar la importància de millorar la situació dels drets humans al Sàhara Occidental i els camps de refugiats sahrauís a Tindouf, Algèria. Acull amb beneplàcit l'establiment d'un consell de drets humans al Marroc i la implementació d'un programa de protecció de refugiats per l'Alt Comissionat de les Nacions Unides per als Refugiats (ACNUR) en coordinació amb el Front Polisario. La resolució preveia visites familiars per terra i per aire, amb una cooperació plena de l'ACNUR.
Mentrestant, el Consell va determinar que el statu quo era inacceptable i va acollir amb satisfacció el compromís d'ambdues parts de continuar les negociacions en benefici de la població del territori.

## Actes
Es va instar a ambdues parts a complir els acords militars aconseguits amb la MINURSO pel que fa a un alto el foc. Es va demanar a les parts que continuessin mostrant voluntat política i continuessin les negociacions incondicionals sota els auspicis del secretari general i el compromís del Marroc i del Front Polisario de mantenir converses preparatòries per a una cinquena ronda de negociacions. L'assistència d'altres països va ser convidada a aquest respecte, inclòs el finançament de mesures de foment de la confiança, com ara visites familiars.
Finalment, es va demanar al Secretari General que mantingués informat regularment al Consell sobre els progressos realitzats durant les negociacions i reflexionés sobre les dificultats que enfronta la MINURSO. També va haver d'assegurar-se que ambdues parts hagin complert amb la MINURSO pel que fa a la política de les Nacions Unides per a l'explotació i abús sexual i per als països que aporten contingents per assegurar-ne la plena responsabilitat.